# Restande
Restande (llamada oficialmente Santa María de Restande) es una parroquia española del municipio de Trazo, en la provincia de La Coruña, Galicia.

## Entidades de población
Entidades de población que forman parte de la parroquia:
- A Irexe
- Casal do Mato
- O Castro
- O Rego Salgueiro
- Os Roxais
- Pereiras
- Restande de Abaixo
- Tarrío
- Vilacoba[3] (Vilacova)

## Demografía
| Gráfica de evolución demográfica de Restande entre 2000 y 2019 |
|                                                                |
| Datos según el nomenclátor publicado por el INE.               |